# 弗拉基米爾路

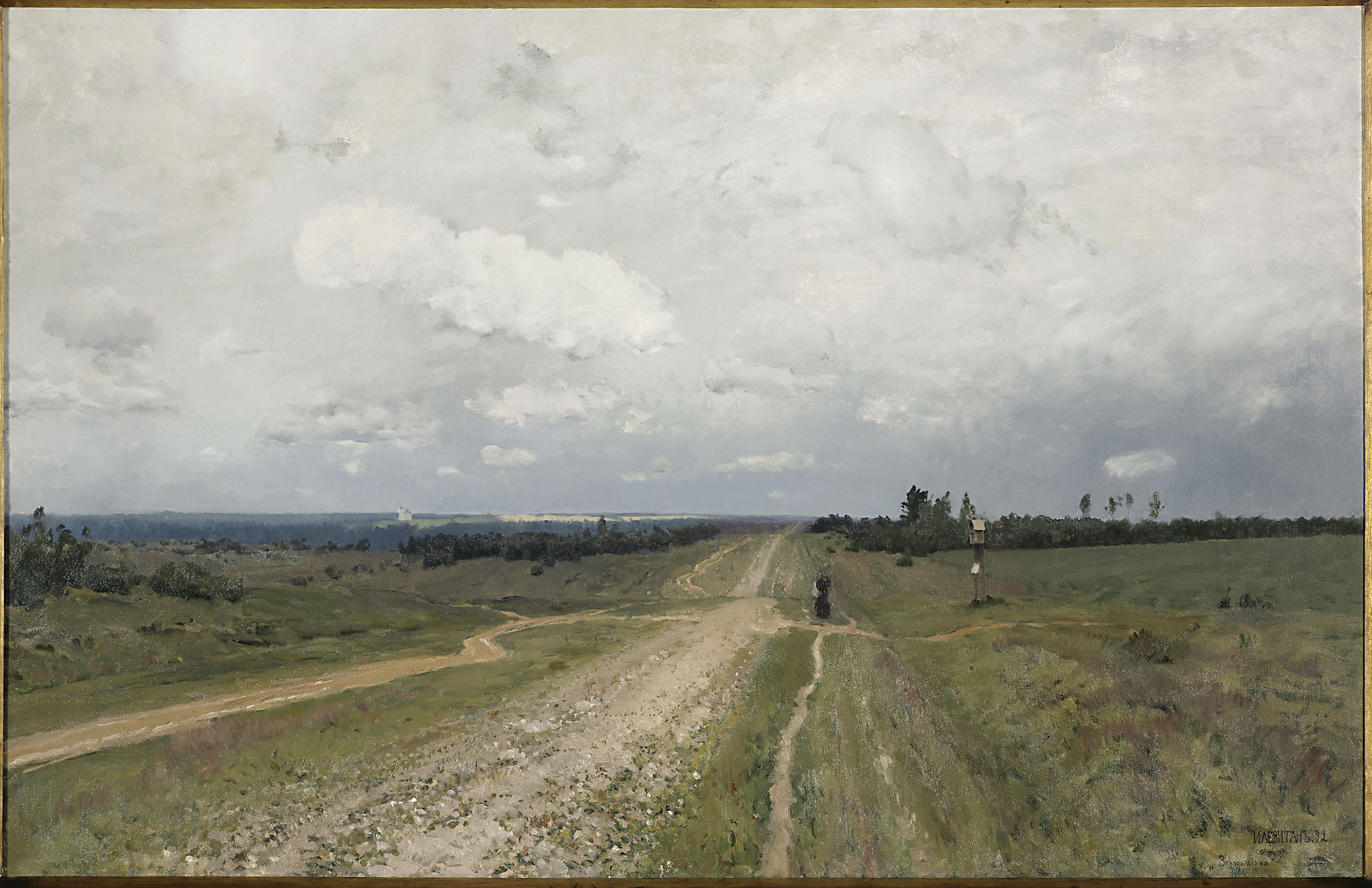
列維坦的《弗拉基米爾卡》（1892）

弗拉基米爾路（俄语：Владимирский тракт），是昔日連接俄羅斯莫斯科和弗拉基米爾的道路。
是沙俄時期被流放到西伯利亞的人的必經之路，因而為不少作家，例如赫爾岑、杜斯妥耶夫斯基等所描繪。其中在畫家伊薩克·伊里奇·列維坦的筆下這條路是：
|  | 一條引領至虛空遠方的孤寂道路，只有教堂和廣大低沉的天空帶來一點生氣。 |

十月革命後道路在莫斯科市內的一段被改名為「熱情者公路」，而全段現在是伏爾加公路的一部份。